# Claude-Yves-Joseph La Ramée Pertinchampt
Pour les articles homonymes, voir Ramée.

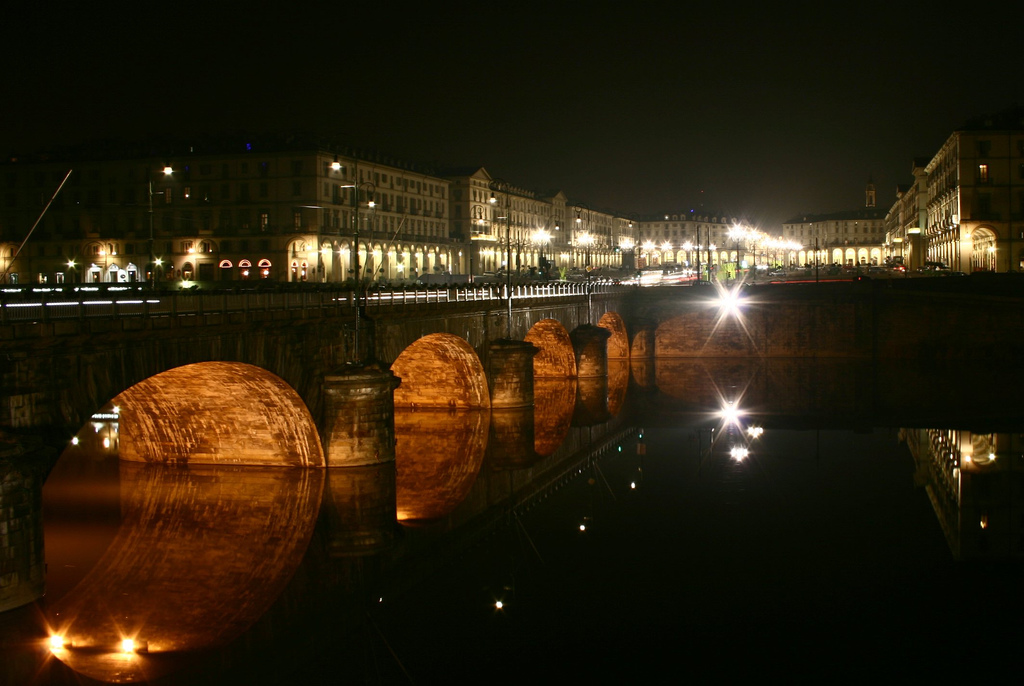
Le pont Vittorio Emanuele I à Turin construit par Claude-Yves-Joseph La Ramée Pertinchampt.

Claude-Joseph-Yves La Ramée de Pertinchampt, né à Rocroi le 18 mars 1762 et mort à Beauvais le 4 décembre 1830, est un ingénieur, cartographe, géographe et chef du corps impérial des ponts et chaussées. 
Connu également sous le seul nom de Pertinchampt, il est baron d'Empire et chevalier de la Légion d'honneur.

## Biographie
En 1772, l'ingénieur et cartographe La Ramée Pertinchampt actualise et corrige l'ancienne carte du Piémont réalisée en 1683 par l'ingénieur Borgogio, sous le nom de carte du département du Pô.
En 1807, Napoléon Ier ordonne la construction d'ouvrages d'art pour relier les villes de Milan et de Turin à la France, notamment par la construction de ponts en remplacement d'anciens ponts souvent vétustes et fragilisés avec les siècles. À la suite de la réalisation des tracés de la rampe du Montgenèvre, La Ramée Pertinchampt est nommé chef du corps impérial des ponts et chaussées chargé du département du Pô. Il est chargé de diriger l'ensemble des travaux de construction des ouvrages dans le Piémont. En 1810, il dirige la construction du pont Vittorio Emanuele I, situé à Turin, avec son collègue ingénieur du corps des ponts et chaussées, Charles-François Mallet, qui réalise la structure du pont. La Ramée Pertinchampt réalise d'autres ouvrages d'art, notamment le pont sur la Stura di Lanzo, long de 100 m et reposant sur 11 travées.   
Il est ensuite nommé ingénieur en chef des ponts et chaussées en poste à Beauvais pour le département de l'Oise.

## Distinctions
- Baron de l'Empire
- Chevalier de la Légion d'honneur (décret impérial du 27 décembre 1807)[9]